# Nationaal park Lawachara
Nationaal park Lawachara (Bengaals: লাউয়াছড়া) is een groot nationaal park en natuurreservaat in Bangladesh. Het park bevindt zich in de upazila Kamalganj van de zila Maulvi Bazar in de noordoostelijke bibhag Sylhet. Het ligt in het 2740 ha (27,4 km²) grote beschermde bosreservaat West Bhanugach.
Het nationaal park heeft een oppervlakte van ongeveer 1.250 hectare (12,5 km²) met semi-groenblijvende bossen en gemengde loofbossen (2 biomen). Het nationaal park werd op 7 juli 1996 ingesteld door de regering onder de Wildlife Act van 1974.

## Geografie
Het park ligt op ongeveer 160 kilometer ten noordoosten van de hoofdstad Dhaka en 60 kilometer van de stad Sylhet. De dichtstbijzijnde stad is Sreemangal op 8 kilometer van het park.
Lawachara bestaat uit een glooiend terrein met verspreid gelegen heuvelruggen, die in hoogte variëren van 10 tot 50 meter. Deze heuvels staan lokaal bekend als tila en bestaan vooral uit Laat-Tertiaire zandsteen. Het park wordt doorkruist door een groot aantal zanderige beken, die lokaal nallah worden genoemd en waartoe ook de river de Lawachara wordt gerekend, die de naamgever is van het nationaal park. De bodem van Lawachara bestaat uit alluviale bruine keileem tot zandige keileem, die werd afgezet tijdens het Plioceen. Ook zijn er veel haor-draslandgebieden (ondiepe met water gevulde depressies) te vinden, omdat de laaggelegen gebieden in het park vaak overstromen.
Lawachara heeft een warm klimaat met temperaturen die variëren van gemiddeld 26,8°C in februari tot 36,1°C in juni. De luchtvochtigheid is het hele jaar door hoog en met frequente regenval en van tijd tot tijd cyclonen.
Het park wordt omringd door ongeveer zestien dorpen. In het park liggen twee dorpen: Magurchara punji en Lawachara punji. De dorpen worden bewoond door inheemse volkeren (de christelijke Khasia, de Hindoestaanse Tripuri, Tipra en Monipuri) en (hoofdzakelijk islamitische) migranten uit Noakhali, Comilla en Assam. Geregistreerde bosbewoners hebben bepaalde rechten binnen het nationaal park, zoals het verzamelen van hout (brandstof) en bouwmaterialen, de jacht, het verbouwen van betelbladeren,  het begrazen van gebieden met vee, het oogsten van andere bosvruchten en beperkte landbouw op toegewezen gronden.

## Biodiversiteit
Het nationaal park telt ongeveer 460 plant- en diersoorten, waaronder 167 plantensoorten, 4 soorten amfibieën, 6 soorten reptielen, 246 vogelsoorten, 20 zoogdiersoorten en 17 insectensoorten.

### Flora
Lawachara heeft gemengde bossen met een ondergroei van vooral groenblijvende planten, zoals Quercus, Syzygium, Gmelina, Dillenia, Grewia en Ficus. De boomlaag wordt gedomineerd door grote loofbomen zoals Tectona, Artocarpus chaplasha, Tetrameles, Hopea odorata, Toona ciliata en Pygenum. De oorspronkelijke inheemse gemengde tropische groenblijvende vegetatie werd in de jaren 1920 verwijderd of vervangen door andere soorten. Het bos bestaat hierdoor nu hoofdzakelijk uit secundair bos met kleine stukken met overblijfselen van rijk primair bos. In het kreupelhout bevinden zich bamboebosjes van Bambusa burmanica en Melocanna baccifera en verschillende varensoorten en andere epifyten.
In 2010 werden 159 plantensoorten bestudeerd, waaronder 123 geslachten uit 60 plantenfamilies. De flora van het park omvat volgens deze studie 78 boomsoorten, 14 soorten struiken, 42 soorten kruiden en 25 soorten klimplanten. De meeste soorten werden geteld onder de Ficus (vijgenbomen) en Syzygium (elk 7 soorten). Tot de andere geslachten behoorden Alpinia, Artocarpus, Calamus, Curcuma, Dioscorea, Piper en Terminalia. Tot de bij het onderzoek aangetroffen bedreigde inheemse plantensoorten behoorden Bridelia retusa, Zanthoxylum rhetsa, Alstonia scholaris, Phyllanthus emblica, Cassia fistula, Orexylum indicum, Semocarpus anacardium en Garuga pinnata.

### Fauna
Een van de meest iconische soorten van het park is de sterk bedreigde apensoort westelijke hoelok, waarvan er in 2007 62 exemplaren verdeeld over 17 groepen werden geteld in Lawachara en het omringende bosreservaat West-Bhanugach. Het is een van de zes niet-menselijke primaten die te vinden zijn in Lawachara en de grootste populatie van gibbons in Bangladesh. Het wordt gezien als de laatste nog levensvatbare Bengaalse populatie westelijke hoeloks.

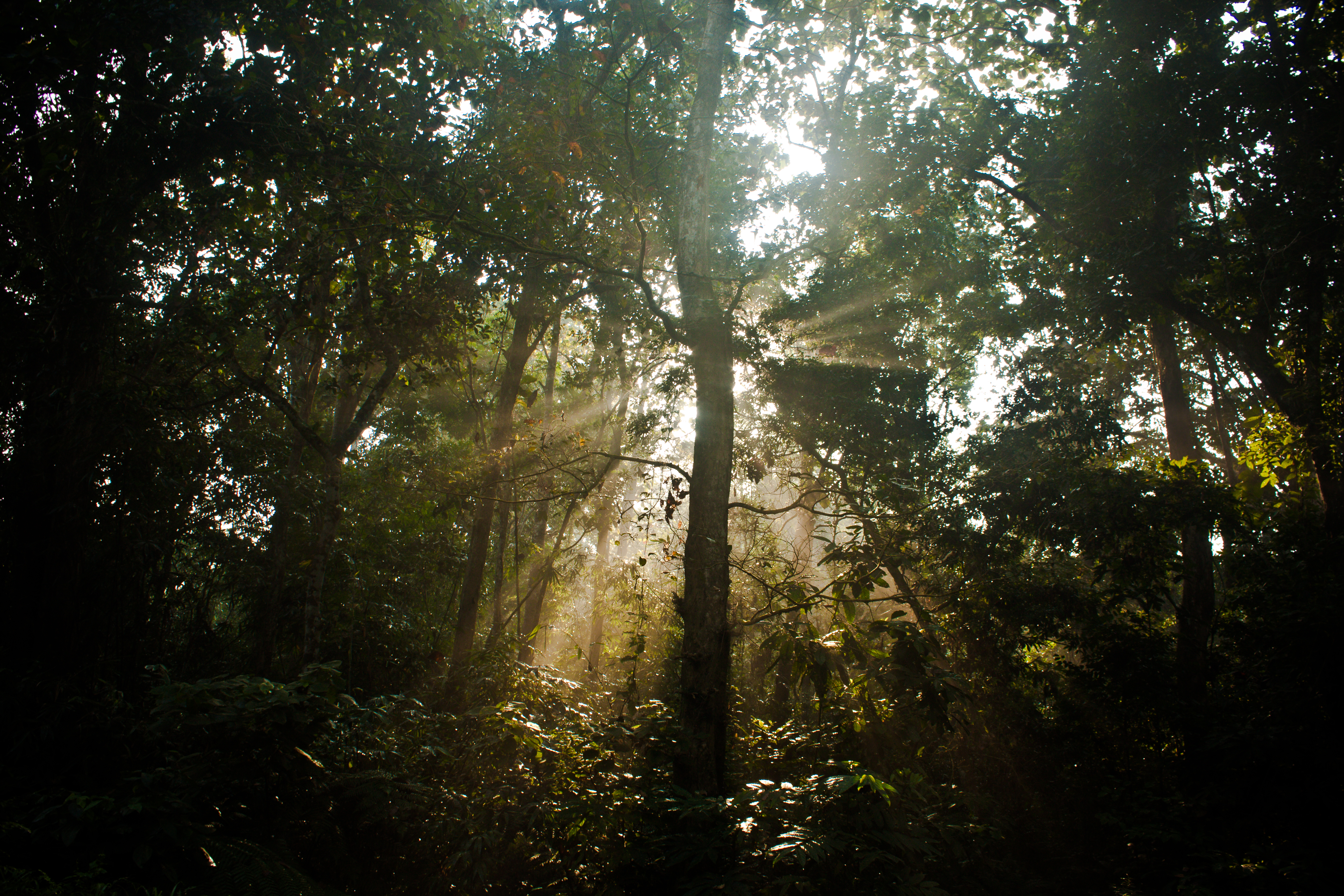
Boslandschap
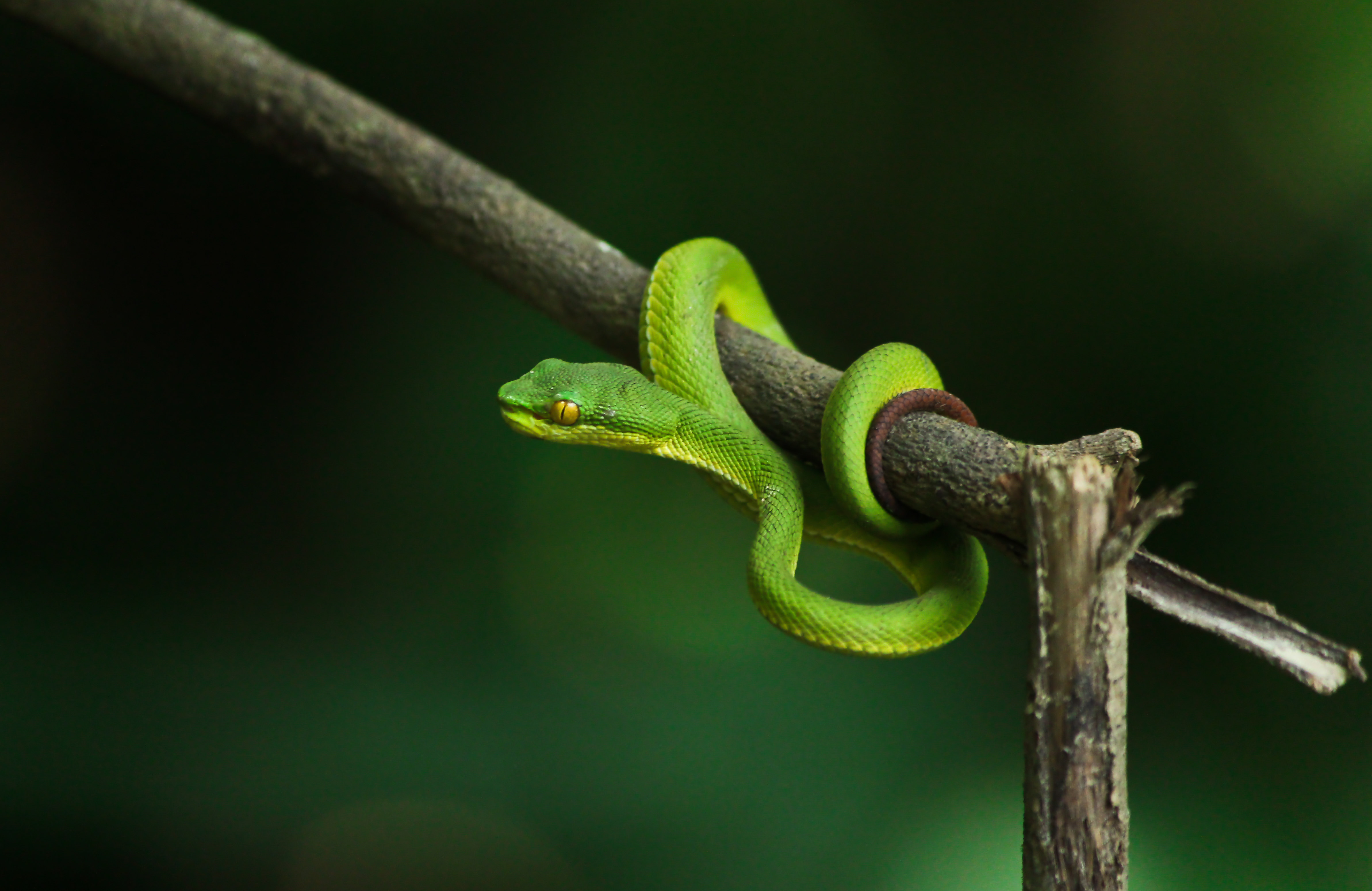
Groefkopadder
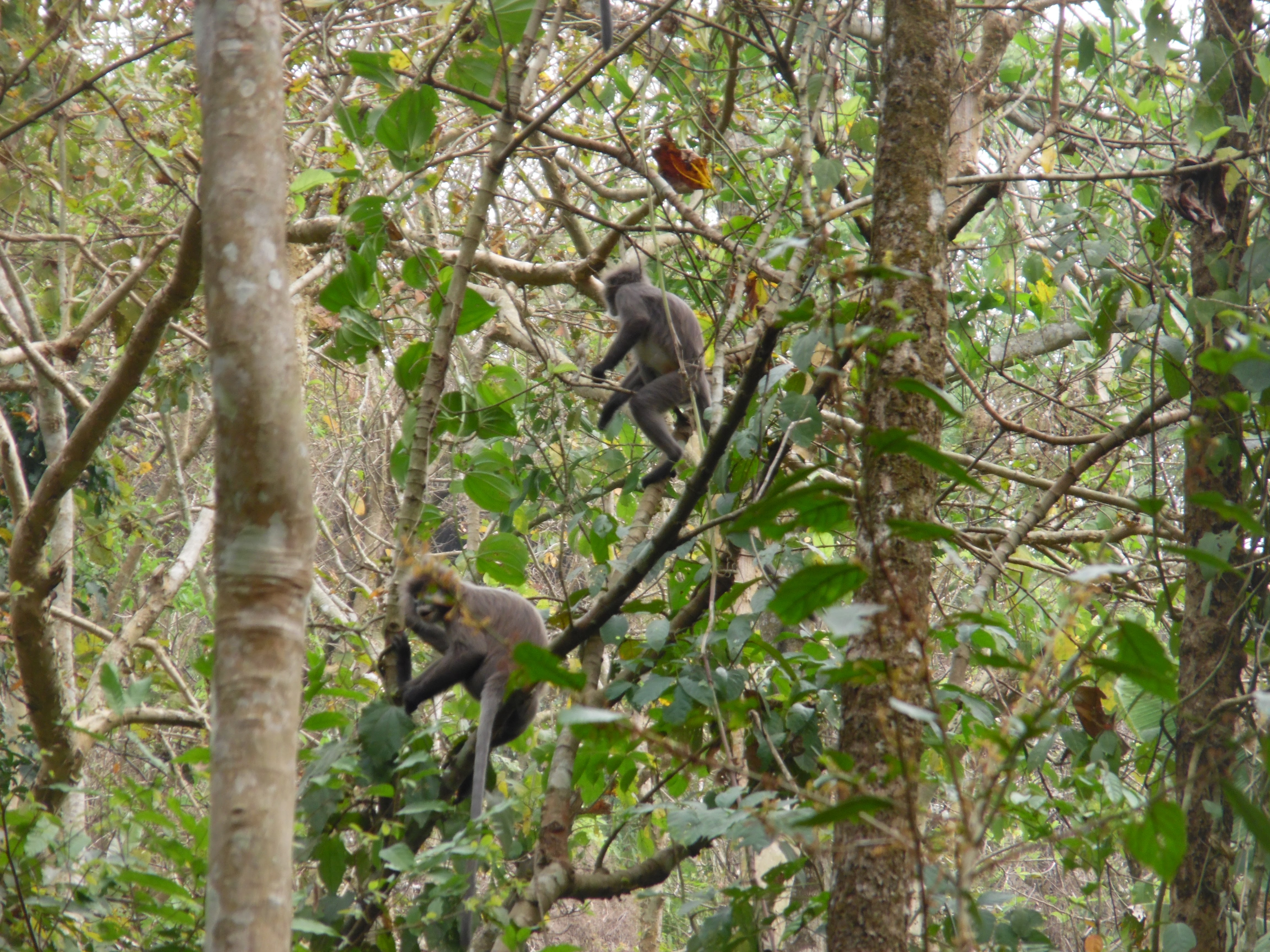
Apen
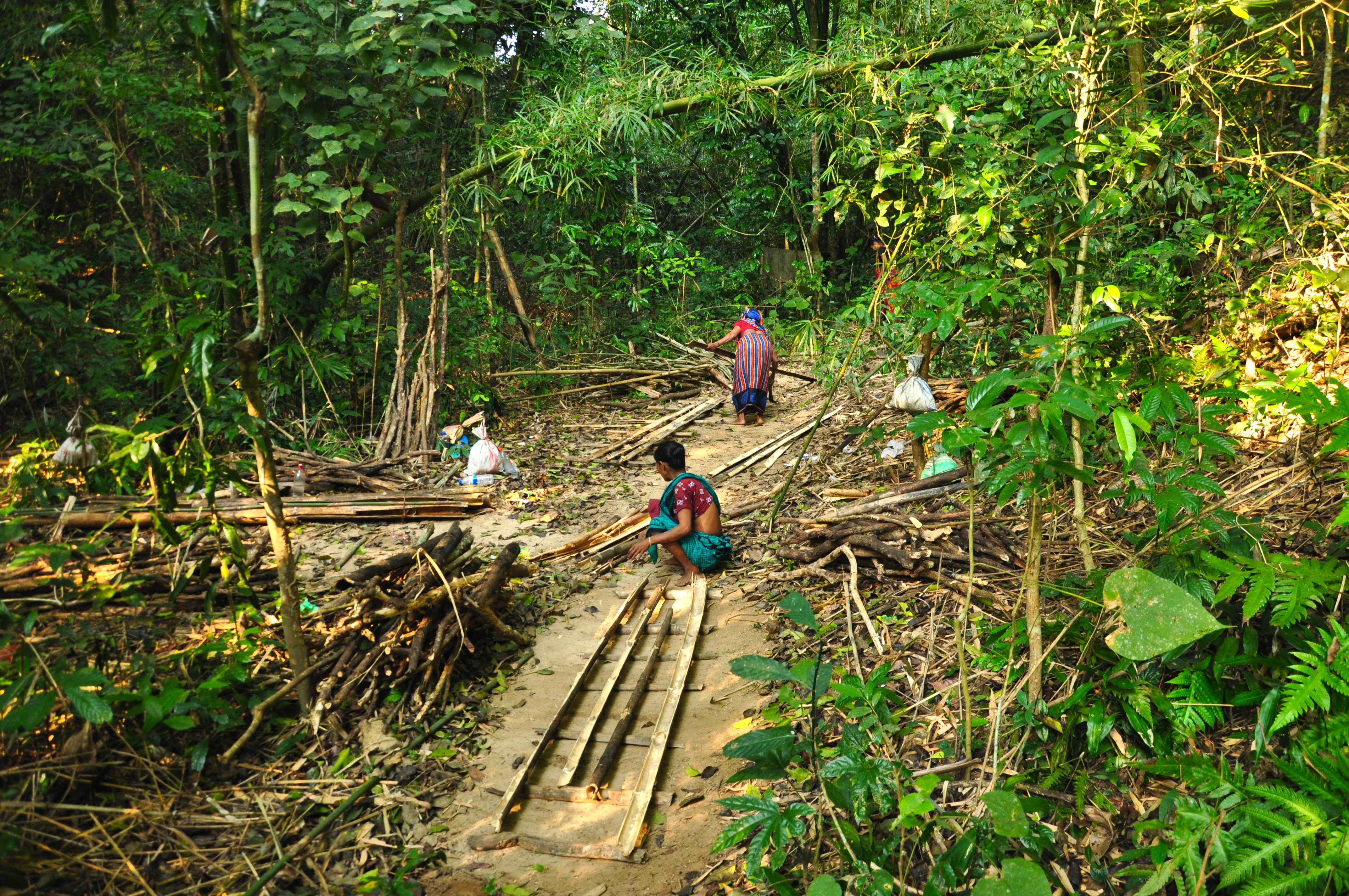
Inheemse vrouwen aan het werk in het bos

## Bedreigingen
Het gebied is in trek bij delfstoffenproducenten. In 1997 zorgden activiteiten van het Amerikaanse Unocal in het Magurchara-gasveld voor een blow-out die 7 hectare bos verwoeste. Dit bedrijf ging later op in het eveneens Amerikaanse Chevron, die in 2008 een nieuwe vergunning voor exploratie naar aardolie in het gebied kreeg van de Bengaalse autoriteiten, die plaatsvond middels reflectieseismiek. Deze activiteiten (die feitelijk verboden waren in de gemeentelijke wetgeving) worden verantwoordelijk gehouden voor verstoringen in het dierenleven en schade aan omringende woningen. Een onderzoek uit 2008 beschuldigde tevens leden van de USAID ervan Chevron naar het gebied te hebben gelokt, terwijl zij op dat moment het gebied juist moest beschermen. USAID leidde er toen het 'Nishorgo Support Project'. dat de belangrijkste financier was van het onderhoud van het park en werd gefinancierd door Chevron.